# Pembrokeshire Coast National Park
Pembrokeshire Coast National Park (Walisisk:Parc Cenedlaethol Arfordir Penfro) er en nationalpark som strækker seg langs kysten af Pembrokeshire i Wales. Det er den eneste nationalpark i Storbritannien som hovedsageligt består af kystområder.
Parken blev oprettet i 1952, og dækker 640 km². Den består af fire selvstændige dele: Kysten i det sydlige Pembrokeshire, med Caldey Island; Daugleddau-fjorden, kysten ved St. Brides Bay med såøerne der, samt Preseli Hills. Sektionerne er forbundet med hinanden med Pembrokeshire Coast Path.
Geologien i området er interessant, med en række steder for forskellige stenarter og markante formationer.

## Pembrokeshire Coast Path
The Pembrokeshire Coast Path er en 299 kilometer lang national vandrerute Den blev etableret i 1970 og følger kysten langs toppen af kystklinten, med omkring 11.000 meters stigninger og fald. The Pembrokeshire Coast Path er en del af Wales Coast Path,en 1.400 km lang fjernvandrerute langs hele kysten af Wales fra Chepstow til Queensferry, som blev åbnet officielt i 2012.

## Eksterne kilder og henvisninger
1. ↑  "Pembrokeshire Coast Path". National Trails. Arkiveret fra originalen 17. august 2013. Hentet 14. august 2013.
2. ↑  "All-Wales coast path nears completion". BBC News Wales. 17. oktober 2011. Hentet 14. august 2013.

- Wikimedia Commons har flere filer relateret til Pembrokeshire Coast National Park
- pcnpa.org.uk Parkens officielle websted

51°50′00″N 5°05′00″V / 51.8333°N 5.0833°V